# Nabídka příměří ze Stockholmu 1720
Nabídka Stockholmského příměří 7. ledna 1720 byla jednostrannou diplomatickou iniciativou Švédska k ukončení válečného stavu se Saskem-Polskem (personální unie Saska a Polsko-litevské unie) ve Velké severní válce.

## Pozadí

Evropa na začátku války (1701)

Sasko napadlo švédskou Livonii se saskou armádou v roce 1700, což vyvolalo Velkou severní válku.
Sasko muselo uzavřít Altranstädterský mír se Švédskem v roce 1706 a stáhlo se z války proti Švédsku. Po švédské porážce při ruském tažení Karla XII. v roce 1709  obnovil kurfiřt August spojenectví s Ruskem ve Thornské smlouvě v roce 1710. Vstoupil na straně Ruska do konfliktu proti Švédsku a 16. dubna 1710 získal August zpět polskou korunu výměnou za rozsáhlé ústupky polské šlechtě. Do roku 1716 byly švédské provincie v severním Německu ztraceny.
Švédský král Karel XII. odmítl mírové rozhovory, ale 11. prosince 1718 padl při obléhání Frederikshaldu v Norsku. Jeho smrt otevřela cestu k mírovým rozhovorům. V letech 1720 a 1721 následovaly mírové dohody mezi Hannoverem a Švédskem, Pruskem a Švédskem, Dánskem a Švédskem a Ruskem a Švédskem.
V průběhu mírových jednání na konci Velké severní války nabídla královna Ulrika Eleonora  kurfiřtu Augustu II. příměří. V této nabídce výslovně jmenuje „Friedrich August“ a tím vyjadřuje, že saský kurfiřt získal trůn zpět v roce 1710 jmenováním polské šlechty, ale přesto nebyl Švédskem uznán. Pro Augusta II. by uznání jako polského krále bylo rovnocenné revizi Altranstädtského míru.
Sasko-Polsko nabídku míru nepřijalo. Vzájemné potvrzení skutečného stavu míru lze nalézt až v letech 1729 a 1732 (Deklarace Švédska a Saska roku 1729 a Deklarace Švédska a Polska roku 1732).

## Obsah
Švédsko nabízí mír.
- Článek 1: Ukončení všech nepřátelských akcí s cílem uzavřít mír.
- Článek 2: Vzájemné vzdání se nároků. Spolupráce.
- Článek 3: Švédsko uznává Augusta II. za polského krále (stejně jako všichni budoucí zvolení králové).
- Článek 4: Švédsko si vyhrazuje právo zastupovat zájmy  Stanislava I. Leszczyńského při mírových jednáních.
- Článek 5: Polsko vydává amnestii pro stoupence Leszczyñského. Vrácení legitimního majetku.
- Článek 6: Ochrana svobody a ústava Polska.
- Článek 7: Toto ustanovení bude platit bez ohledu na jakékoli další mírové dohody uzavřené Švédskem.
- Článek 8: Měl by následovat formální mír. Potvrzuje se předchozí Mírová smlouva z Olivie z roku 1660.

Schválení a návrh Švédska.
Signatáři byli Karl Gustav Dücker, Gustaf Adam Taube, Magnus Julius De la Gardie, Daniel Niklas von Höpken.